# Hartashen (Syunik)
Pour l’article homonyme, voir Hartashen (Shirak).
Hartashen (en arménien Հարթաշեն) est une communauté rurale du marz de Syunik en Arménie. En 2008, elle compte 775 habitants.